# Гадулка
Гадулка, гудулка (болг. гъдулка, гаг. кауш, бесс.-болг. кеменче) — болгарский смычковый музыкальный инструмент, обладающий мягким флажолетным звучанием. Используется для сопровождения песен и танцев.

## История
Происхождение гадулки связывают с персидской кеманчой, арабским ребабом и средневековым европейским ребеком. Формой корпуса и звуковых отверстий гадулка весьма схожа с так называемой армуди кеменче (известной так же как константинопольская лира, политики лира, классическая кеменче) на которой играют в Греции и западной Турции, а также с критики лира (о. Крит). К родственным инструментам можно так же отнести русский гудок и однострунные балканские гусле.

## Конструкция
Корпус из орехового дерева, долблёный грушевидный, шейка широкая без ладов, помимо 3—4 игровых струн, нередко имеется 7—10 резонансовых. В области Добруджа распространён вариант гадулки малого размера без резонансных (симпатических) струн. Верхняя часть корпуса (болг. глава) на которой расположены колки (болг. кокалче) имеет овальную форму. Основная часть инструмента состоит из цельного куска дерева. Лицевая часть носит название «доска» (болг. дъска) или «крышка» (тур. kapak) и изготовляется из древесины сосны или ели. Звуковые отверстия имеют характерную D-образную форму. Современные инструменты используют металлические струны, ранее же использовались менее прочные шёлковые или же жильные. В отличие других струнных инструментов гадулка не имеет верхнего порожка под струнами. Струны от колков натягиваются через мостик, расположенный над звуковыми отверстиями, и закрепляются на костяном струнодержателе, который в свою очередь крепится к нижнему штырю. Нижний штырь часто используется для укрепления инструмента во время игры к поясу музыканта. В сравнении со скрипкой схожего размера инструмент более тяжёлый.
В разных районах Болгарии, гадулка отличаются формой, величиной, количеством струн. Настройки так же отличаются- фракийская, добруджанская и другие.

## Настройка
До Второй мировой войны болгарские музыканты в основном играли соло и поэтому точность настройки не была столь актуальна. Однако с течением времени в связи с появлением народных ансамблей возникла необходимость её стандартизации.
Для сольной игры настрой гадулки может варьироваться в зависимости от предпочтения музыканта, но в основном он является квинто-квартовым Aм E1 A1 (фракийский строй). Резонансные струны настраиваются хроматически (си-до#-ре-ми-фа#-соль-соль#-ля-си-до).
«Флажолетным» способ игры на гадулке и конструкцией смычка – луковидного, со слабым натяжением волоса,обеспечивает мягкое негромкое звучание инструмента.